# أحمد عبد العال
أحمد عبد العال (1932-2013)؛ مذيع كويتي، ويعد من رواد الإعلاميين الكويتيين وأحد مؤسسي الإذاعة والتلفزيون في الكويت.

## مسيرته
ولد الاعلامي أحمد عبد العال مصطفي في مدينة حيفا في دولة فلسطين من عام 1932 الموافق من السنة الهجرية 1350 هجريا، وإنتقل بعدها الي الجمهورية العربية السورية ليستقر بعدها في الكويت وبطلب من الشيخ عبد الله المبارك الصباح الذي طلب منه أن يؤسس الإذاعة الكويتية، ليبدأ مشواره الاذاعي في الكويت محررا للأخبار ثم مذيعا ومقدم برامج منذ عام 1959 حتى أصبح رئيس قسم البرامج والتقارير الإخبارية بين عامي 1992 و1997 وبعدها حمل صفة مستشار في إدارة الاخبار والبرامج السياسية، الا انه في عام 1960، لعبت الصدفة دورا في حياته عندما طلب منه المخرج خليل أبو غوش أن يساعده في إستلام المكروفون لتغطية زيارة ملك المغرب محمد الخامس للكويت، ومنها بدأ مشواره الإعلامي الذي إمتد الي خمس عقود إذ نقل صوت دولة الكويت وقضاياها محليا وعالميا وتميز بنبرة صوته المميزة وادائه المهني المحترف من خلال تقديمه لنشرات الاخبار، أو من خلال برامجه السياسية المشهورة مثل «اعرف عدوك» و«الكون من حولنا»، ومن أشهر نشرات الاخبار له عندما سبقت دموعه كلماته وهو يذيع نبأ وفاة أمير الكويت الراحل الشيخ عبد الله السالم الصباح في العام 1965.

## جوائز وتكريمات
- في عام 2009 كُرّمته الكويت بجائزة الدولة التقديرية للتميز الإعلامي في مجال الإذاعة المسموعة وتقديرًا لإسهاماته وإنجازاته في المجال الإعلامي.[3]
- في عام 2003 وبمناسبة مرور 50 عاما علي تأسيس الاعلام الكويتي تم منحه جائزة تقديرية لدوره في تأسيس أهم مرافق وزارة الاعلام.

## مناصبه
- رئيس قسم المذيعيين 1976.
- رئيس قسم البرامج والتقارير الإخبارية في التلفزيون.
- عضو لجنة إختيار وتدريب المذيعيين الجدد.
- مستشار في إدارة الأخبار والبرامج السياسية 1995.

## حياته العائلية
الاعلامي أحمد عبد العال متزوج من الاعلامية منتهي شكري (توفيت عام 2012) وله من الاولاد: نبيل - لمي.

## وفاته
توفي الاعلامي أحمد عبد العال أثناء تواجده في ألمانيا في رحلة علاج حيث أجرى فيها عملية دقيقة في القلب تكللت بالنجاح، لكنه تعرض لوعكة صحية في الامعاء أدت لوفاته في يوم الاحد 11 نوفمبر 2013 ميلاديًّا، الموافق 7 محرم 1434 هجريًّا، عن عمر ناهز 81 عامًا.